# Roberto Peregrino Salcedo
Roberto Peregrino Salcedo (Buenos Aires, Argentina, 25 de julio de 1928 - ibídem, 25 de agosto de 2000) fue un reconocido periodista, escritor, poeta, humorista y libretista argentino.

## Carrera
Roberto Peregrino Salcedo, se destacó durante la época de popularidad del radioteatro argentino. Había comenzado su trabajo como periodista deportivo en la década de 1950.
Tras ser distinguido por el Círculo de Poetas Lunfardos con el auspicio de la Academia Porteña del Lunfardo, escribió algunos evangelios en lunfardo como Jesús Chambuyaba en parábolas (1994), Jesús: El dotor que cura de palabray (1994), Ni verso ni sanata : Los discursos de Jesús (1994), Sangre de Cristo, escabio de vida (1995) y Los pibes de la yeca. También fue el autor de los poemas Con olor a Papá, Mi mamá me ama , Una Flor, La perrera	y Oración a "San Minguito".
Fue un gran amigo del primer actor cómico Juan Carlos Altavista (Minguito Tinguitella), de quién fue su libretista durante más de 18 años tanto en cine como en radio y televisión.
Escribió para la revista Resurrección, publicación de la "Renovación Carismática Católica Argentina".
Para radio trabajó como libretista en 1964  con el radioteatro  Sabor a tango protagonizado por Jorge Salcedo y Julia Sandoval. También escribió para  El Gallo Loco por Radio Rivadavia y, en la misma emisora, junto al Padre Grassi para su programa La Manga. Gran autor radial entre las decenas de sus radioteatros y programas se pueden mencionar: Lluvia de estrellas, Grandes valores del tango, Su barrio tiene nombre de Tango, Juan Lata, el botellero, da vida a las cosas inanimadas, Ídolos populares, El guardaespaldas, Los Caminos de la Patria, Voces de mi ciudad, Cantores y Poetas del Tango, Jubileo disarliano, El último patio, Sangre de comité: Historia de la vieja política, Meridiano de Tango, Adán y ellas, Nosotros los del pueblo, El Clan del Aire, Como era Buenos Aires, Rapidísimo, Tucumán en tiempo de Tango, Tangoteca con humor: El humor en el tango, Chalina, porteña de ley y La Sagrada Familia.
En 1983 la viuda del escritor y guionista Juan Carlos Chiappe lo demandó tanto a Juan Carlos Altavista, como a Gerardo Sofovich y a él, para que se le reconociera a esta la propiedad intelectual del personaje Minguito. Fallo que terminó por ser rechazado y otorgado la autoridad a Altavista.
El 18 de septiembre de 1997, en la Casa de la Cultura de San Isidro, fundó junto a Rubén Fiorentino, Eduardo Frega, Atilio Spadaro y Margarita Sosa (entre otros) el Centro Cultural del Tango Zona Norte, reconocido como Academia Correspondiente por la Academia Nacional del Tango de la República Argentina, un año después.  Se desempeñó como presidente de dicha institución hasta su desaparición física.
Además se fue socio Activo y tesorero de Argentores desde 1961.

## Filmografía
- 1984: Mingo y Aníbal, dos pelotazos en contra
- 1985: Mingo y Aníbal contra los fantasmas
- 1986: Mingo y Aníbal en la mansión embrujada[9]

## Televisión
- 1965: Bailemos Tango emitido por Canal 7
- 1968: Virginia y la gente, protagonizada por Virginia Luque.
- 1979: Ronda de Tangos, por  Canal 11.
- 1987/1988: Super Mingo emitido por Canal 11.[10]

## Teatro
- Qué te pasa Buenos Aires (1994/1995), estrenada en Teatro Municipal General San Martín.
- Sabor A Tango (1999), en el Centro Cultural La Ribera.

## Galardones
- 1962: Premio Argentores por Sabor a Tango, obra teatral que hizo junto a Altavista.
- 1970: Premio Argentores por Adán y ellas.
- 1976/89: Premio Argentores por El Clan del Aire.
- 1979: Premio Argentores por Rapidísimo.
- 1980: Premio Argentores por Buenos Aires.
- 1987/88: Premio Argentores por Supermingo
- 1995: Distinción del Círculo de Poetas Lunfardos con el auspicio de la Academia Porteña del Lunfardo.
- 1998: Designado académico por la Academia Nacional del Tango y presidente de la Academia correspondiente a Zona Norte.
- 1998: El Honorable Concejo Deliberante del Partido de Ituzaingó lo designa "Distinguido ciudadano" por su labor cultural.
- 1998: La Intendencia del partido Malvinas Argentinas le otorga una plaqueta por su aporte a la cultura.[11]